# كأس نيوزيلندا 1966
كأس نيوزيلندا 1966 (بالإنجليزية: 1966 Chatham Cup)‏ هو موسم من كأس نيوزيلندا. فاز فيه ميرامار رينجرز ‏.